# Herzlich willkommen
Pour plus de détails, voir Fiche technique et Distribution.
Herzlich willkommen est un film allemand réalisé par Hark Bohm, sorti en 1990.

## Fiche technique
- Titre : Herzlich willkommen
- Réalisation : Hark Bohm
- Scénario : Hark Bohm, Dorothee Schön d'après le roman de Walter Kempowski
- Musique : Jens-Peter Ostendorf
- Photographie : Edward Klosinski
- Montage : Moune Barius
- Production : Hark Bohm et Christoph Holch
- Société de production : Hamburger Kino-Kompanie et ZDF
- Pays :  Allemagne de l'Ouest
- Genre : Drame
- Durée : 92 minutes
- Dates de sortie : 
  - Allemagne de l'Ouest : 22 février 1990

## Distribution
- Uwe Bohm : Friedrich Dombrowski
- David Bohm : Fritz
- Barbara Auer : Elke Kramer
- Hark Bohm : Dr. Fischer
- Anna Thalbach : Iris
- Heinz Hoenig : le père d'Iris

## Distinctions
Le film a été présenté en sélection officielle en compétition lors de Berlinale 1990.